# Comereca rectipes
Genre
Espèce
Comereca rectipes, unique représentant du genre Comereca, est une espèce d'opilions laniatores de la famille des Assamiidae.

## Distribution
Cette espèce est endémique du Sud-Kivu au Congo-Kinshasa. Elle se rencontre vers Lubile et Lubuka.

## Description
Le mâle holotype mesure 5 mm et la femelle paratype 5,5 mm.

## Publication originale
- Roewer, 1961 : « Opilioniden aus Ost-Congo und Ruanda-Urundi. » Annalen - Koninklijk Museum voor Midden-Afrika - Zoologische wetenschappen, no 95, p. 1–48.